# Rouran (langue)
Cette page contient des caractères spéciaux ou non latins. S’ils s’affichent mal (▯, ?, etc.), consultez la page d’aide Unicode.
Le rouran, ou rouanrouan est la langue éteinte supposée des Rourans, un peuple et un État ayant existé de 330 à 555 dans la région de l'actuelle Mongolie.

## Dénomination
De nombreuses transcriptions pour le même nom de ce peuple existent. Les plus fréquentes sont ruanruan (ou rouanrouan) et rouran. Les formes ruru, juan-juan, rou-rouan, dàtán, tántán, et jou-jouen sont aussi utilisées. Le nom de ce peuple en chinois est 柔然,,,.

### Étymologie
L'ethnonyme a été reconstitué à travers des transcriptions chinoises 柔然 Róurán (en chinois han tardif : *ńu-ńan, en chinois médiéval ancien : *ɲuw-ɲian, en chinois médiéval tardif : *riw-rian) en *nönör. Cette reconstruction a été comparée au mongol нөхөр nöhör qui signifie "ami, compagnon, camarade". Selon Klyashtorny, *nönör désigne "stepnaja vol'nica", un groupe de nomades de la steppe, les "compagnons" des premiers dirigeants des Rourans. Dans l'ancienne société mongole, un nökür était une personne qui quittait son clan pour servir un chef de guerre. Si cette hypothèse est exacte, le terme Róurán 柔然 ne désignait pas une ethnie, mais les premiers fondateurs du khaganat.
Cependant, cette théorie est contestée par Golden, qui suggère que 柔然 était un exonyme des Tuoba pour désigner les Rourans.
Il est aussi possible qu'avant d'être un ethnonyme, ce terme était le surnom d'un des chefs rourans, Cheluhui (车鹿会).
La question sur l'origine du nom "Rouran" est donc toujours ouverte.

## Classification
Différentes tentatives de classification du rouran ont été faites :
La première, en 1935 par Boodberg, qui suggère qu'il s'agissait d'une langue mongole, en analysant des transcriptions chinoises de noms. Atwood (2013) affirme que le mot *k’obun est un cognat du moyen mongol kö'ün. Vovin remarque que le vieux turc a emprunté des mots à une langue inconnue et non-altaïque, peut-être le rouran. Il affirmait que cette langue était un isolat, c'est-à-dire une langue qui n'est apparentée avec aucune autre langue. Si les indices étaient peu nombreux à l'époque, avec la découverte de la Brāhmī Bugut et la Khüis Tolgoi, Vovin a changé d'avis et affirme désormais qu'il s'agit d'une langue mongole étroitement apparentée au moyen mongol, mais pas identique,,,.
Crossley (2019) considère que les indices sont trop peu nombreux pour prouver une relation, elle considère plutôt cette langue comme un isolat ou une langue inclassable.
Helimski (2000, 2003) affirmait anciennement que le rouran était une langue toungouse, en se basant sur les inscriptions Buila, mais De la Fuente (2015) conteste cette affirmation.

## Histoire
Le rouran se serait séparé des autres langues xianbei vers la fin du IIIe siècle, et aurait été à l'origine parlé au Sud du lac Baïkal et au Nord de l'actuelle Mongolie. La langue se serait étendue en Asie intérieure après la fondation du khaganat Ruanruan en 330. Les Rourans se seraient ensuite déplacés vers l'Ouest après la chute du khaganat en 555 à la suite de la rébellion des Göktürks, et seraient devenus les Avars pannoniens, peuple qui s'est installé en Pannonie durant le VIe siècle. Cependant, l'origine de ce peuple est débattue, certains affirment aussi que les Avars étaient d'origine turcique,, toungouse, iranienne ou ouralienne. Une autre théorie suggère que les Rourans se sont déplacés vers l'Est et sont devenus les Shiwei et les Tatars (différents des Tatars modernes). Il est possible que l'extinction de la langue rourane s'est produite vers 560.

## Caractéristiques

### Lexique
Le linguiste Alexander Vovin a reconstruit des mots rourans que le vieux turc a emprunté, :
- küskü "rat"
- ud "ox"
- luu "dragon" (en chinois médiéval : luŋ)
- yund "cheval"
- laγzïn "cochon"
- qaγan "empereur"
- qan "khan"
- qaγatun "impératrice"
- qatun "la femme du khan"
- aq "crotte"
- and "serment"

Avec la découverte de la Brāhmī Bugut et de la Khüis Tolgoi, Vovin dresse une liste du vocabulaire attesté, et le compare avec celui du moyen mongol.
| Français     | Moyen mongol | Rouran        |
| ------------ | ------------ | ------------- |
| être         | a-           | [a-]          |
| prendre      | ab-          | ab[V]- ; bar- |
| charger      | ači-         | [a]č[i]-      |
| derrière     | aru          | aru           |
| être effrayé | ayu          | a[y]u-        |

### Morphologie
La syntaxe de cette langue est SOV (c'est-à-dire que l'ordre normal des mots dans une phrase est sujet-objet-verbe), bien que la forme OSV ait aussi été utilisée. Elle est agglutinante, ce qui signifie qu'elle n'utilise que des suffixes, et non des préfixes. Elle possède des cas grammaticaux (à l'instar du latin), dont le nominatif et l'accusatif.
Les mots sont classés dans trois grandes catégories :
- les nominaux (dont les noms, les adjectifs, et les pronoms),
- les numéraux (bien qu'aucun ne soit attesté)
- les verbes

Il y a aussi les particules.
Les propositions dépendantes sont liées aux indépendantes par des formes adnominales de verbes ou par d'autres assemblages. Il n'y a pas de pronoms relatifs.
Les adjectifs sont une sous-catégorie des noms, ce qui signifie qu'ils peuvent prendre la marque du pluriel ou subir des déclinaisons (comme le génitif, la seule que l'on peut trouver dû au peu de textes connus).
Les verbes peuvent se décliner selon différents paramètres (temps, mode, voie active/passive, et peut-être l'aspect). Les verbes se différencient en formes non-finales (les "converbes"), des formes adnominales et des formes finies. Les deux derniers se confondent parfois : le temps du converbe dépend du temps de la forme verbale finie, cela veut dire que les marques temporelles ne sont présentes que sur les formes finies.
Il est aussi connu que le suffixe pour le féminin en rouran était -tu-.

### Phonologie
Diverses caractéristiques sur la phonologie du rouran sont connues :
- l'absence de voyelles moyennes
- la présence de l- au début de certains mots
- le groupe consonental -nd inabituel pour les langues dites "altaïques"

Vovin remarque que les deux derniers paramètres sont présents en vieux turc et dans les langues toungouses.
Ce dernier ajoute d'autres caractéristiques :
- la préservation du *p- et du *b- au début de certains mots (partagé avec le proto mongol).
- la perte du *p- et du *b- médians.
- l'absence de palatisation qui transforme ti en či comme en moyen mongol.
- très peu de mots commencent par des voyelles nasales, ce qui est peut-être dû à des influences turciques. Aucune des transformations suivantes sont présentes dans les textes connus.
  - *m- > b-
  - *n- > d- > y-
- Il existe des transformations et des insertions de voyelles séparant des groupes consonentiques initiaux. ex : qra- ("voir") > qara- en moyen mongol ; drö > törö ; etc...
- Le rouran était peut-être une langue palatisante comme le khitan et les autres langues mongoles, comme le démontrerait le marqueur du pluriel -ńAr, bien que la forme -nAr ait aussi existé.
- La présence d'une variation interne entre les voyelles sourdes et voisées. ex : ɣačar ~ qaǰar
- Le son š uniquement présent avant i et le son s avant les autres voyelles.
- Le son y- au début des mots n'est présent dans aucun texte connu.
- Le -g à la fin de certains mots peut se décliner en -v ou en absence de son. ex : čiv < čig ; türǖg ~ türüg
- Le rouran possède sept voyelles:

|         | Antérieure | Centrale | Postérieure |
| ------- | ---------- | -------- | ----------- |
| Fermée  | i ; ü      |          | u           |
| Moyenne | e ; ö      |          | o           |
| Ouverte |            |          | ɑ           |

- Il possède l'harmonie vocalique, et elle est peut-être de nature palatale.
- Il y a deux cas où le son u devient le son o. ex : qato > qatun ; ǰalo- > ǰalu-
- Dans certains cas, le son i devient le son ɑ. ex : ǰa’a- > ǰi’a- ; taya- > tayi-